# كفر عزب غنيم
كفر عزب غنيم أو كفر حجازي إحدى قرى مركز كفر شكر التابع لمحافظة القليوبية بجمهورية مصر العربية.

## السكان
بلغ عدد سكان كفر عزب غنيم 5,092 نسمة، حسب الإحصاء الرسمي لعام 2006.